# Enigmatochromis lucanusi
Genre
Espèce
Enigmatochromis lucanusi est une espèce de poissons de la famille des Cichlidae, la seule du genre Enigmatochromis.
Elle a été découverte en Guinée.
Avant sa description, elle était connue sous les noms "Pelvicachromis sp." et "blue fin".
Le nom fait référence à Oliver Lucanus, un aquariophile canadien.

## Référence
- (en) Lamboj, 2009 : A new dwarf cichlid genus and species (Teleostei, Cichlidae) from Guinea, West Africa. Zootaxa 2173 pp. 41–48.